# Liste der Kulturdenkmäler in Queidersbach
In der Liste der Kulturdenkmäler in Queidersbach sind alle Kulturdenkmäler der rheinland-pfälzischen Ortsgemeinde Queidersbach aufgeführt. Grundlage ist die Denkmalliste des Landes Rheinland-Pfalz (Stand: 21. Juli 2023).

## Einzeldenkmäler
| Bezeichnung                          | Lage                                    | Baujahr                            | Beschreibung | Bild                           |
| ------------------------------------ | --------------------------------------- | ---------------------------------- | --- | ------------------------------ |
| Hofanlage                            | Hübelstraße 7/7a Lage                   | zweite Hälfte des 19. Jahrhunderts | Einfirstanlage, zweite Hälfte des 19. Jahrhunderts                                                                                 | Fotos hochladen                |
| Bußsteine                            | Kirchstraße Lage                        | um 1730 bis 1768                   | sieben Bußsteine, barock, um 1730 bis 1768, überwiegend auf Schweifsockeln                                                         | Fotos hochladen                |
| Katholische Pfarrkirche St. Antonius | Kirchstraße 2 Lage                      | 1923–25                            | neuklassizistischer Saalbau, 1923–25, Architekt Rudolf von Perignon, moderne Erweiterung; baulichzeitliches Pfarrhaus, Walmdachbau | weitere Bilder Fotos hochladen |
| Friedhofskreuz                       | Kreuzstraße Lage                        | um 1900                            | Friedhofskreuz mit Korpus, um 1900                                                                                                 | Fotos hochladen                |
| Forsthaus Stempelberg                | nordöstlich des Ortes an der L 472 Lage | Mitte des 19. Jahrhunderts         | parallelhofartige Anlage, Mitte des 19. Jahrhunderts                                                                               | Fotos hochladen                |

## Ehemalige Kulturdenkmäler
| Bezeichnung | Lage                | Baujahr                                      | Beschreibung | Bild            |
| ----------- | ------------------- | -------------------------------------------- | --- | --------------- |
| Hofanlage   | Hauptstraße 31 Lage | erste Hälfte oder Mitte des 19. Jahrhunderts | langgestreckte eingeschossige Einfirstanlage, erste Hälfte oder Mitte des 19. Jahrhunderts; Nische mit Vesperbild: aus Denkmalliste gelöscht und abgebrochen | Fotos hochladen |